# Vlekborstmierklauwier
De vlekborstmierklauwier (Xenornis setifrons) is een zangvogel uit de familie Thamnophilidae (Miervogels).

## Verspreiding en leefgebied
Deze soort komt voor van oostelijk Panama tot noordwestelijk Colombia.

## Status
De grootte van de populatie wordt geschat op 1500-7000 volwassen vogels. Omdat de populatie klein is en langzaam afneemt heeft deze soort op de Rode lijst van de IUCN de status gevoelig.